# Rasa de Montraveta (Llobera)
La Rasa de Montreveta és un torrent afluent per la dreta del Barranc de Comadòria que neix entre les masies de Montraveta (a ponent) i de Secanella (a llevant) i que realitza tot el seu recorregut pel terme municipal de Llobera.

## Xarxa hidrogràfica
Aquesta rasa no té cap afluent.